# Valea Largă-Sărulești
Valea Largă-Sărulești – wieś w Rumunii, w okręgu Buzău, w gminie Sărulești. W 2011 roku liczyła 298 mieszkańców.